# Kha Bỉnh Chung
Kha Bỉnh Trung (Hoa Ngữ: 柯秉中; Bính âm: Kē Bǐng Zhōng; Phiên âm Wade-Giles: Ko Pin-Chung hoặc Ko Ping-Chung, sinh ngày 18 tháng 9 năm 1995) là một cơ thủ bida pool chuyên nghiệp người Đài Loan. Anh là em trai của cơ thủ Kha Bỉnh Dật. Trong năm 2023 anh đã đánh bại Fedor Gorst với tỉ số 13–6 để dành chức vô địch giải U.S. Open Nine-ball Championship (giải vô địch 9 bóng Mỹ mở rộng).

## Danh hiệu
- 2023 Universal Chinese Taipei Open
- 2023 U.S. Open Nine-ball Championship
- 2023 Sharks International Nine-ball Open
- 2023 Maldives Open Ten-ball Championship
- 2019 Asian Nine-ball Championship
- 2019 WPA World Ten-ball Championship
- 2014 CSI U.S Open Eight-ball Championship
- 2013 WPA World Nine-ball Junior championship

## Gia đình
Kha Bỉnh Trung có hai anh em trai đều là cơ thủ bi-a. Trong đó anh trai Kha Bỉnh Dật từng là số một thế giới, em trai Kha Bỉnh Hán cũng là một cơ thủ có tiếng.